# تپه کهنه قلعه ۱
تپه کهنه قلعه ۱ مربوط به هزاره اول قبل از میلاد - سدهٔ ۶ تا ۸ ه.ق است و در شهرستان اشنویه، بخش نالوس، دهستان اشنویه جنوبی، روستای کهنه قلعه واقع شده و این اثر در تاریخ ۲۸ شهریور ۱۳۸۶ با شمارهٔ ثبت ۱۹۵۹۴ به‌عنوان یکی از آثار ملی ایران به ثبت رسیده است.